# Jószef Teleki

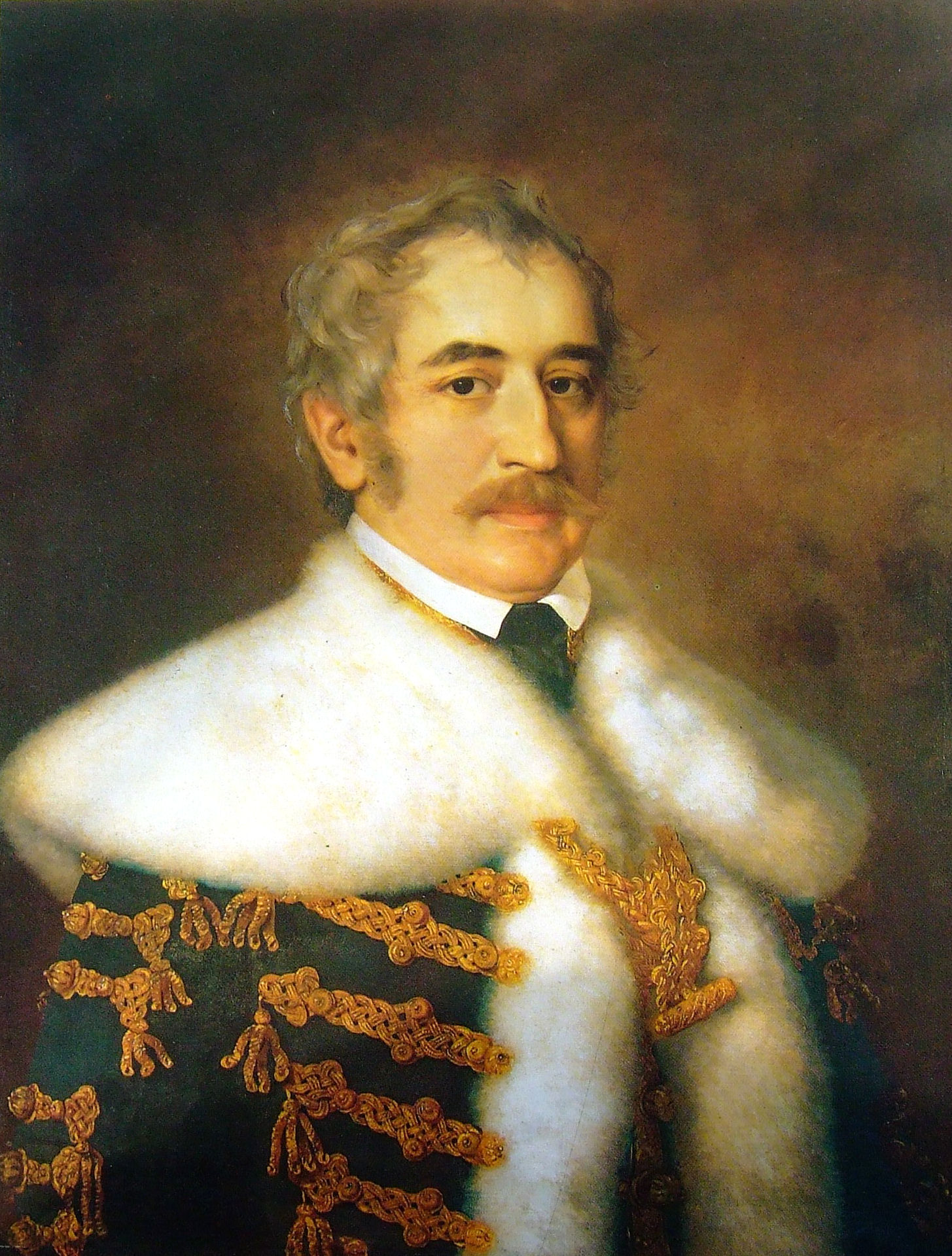
József Teleki.

József Teleki, född den 24 oktober 1790 i Pest, död där den 15 februari 1855, var en ungersk greve och historisk skriftställare, farbror till László Teleki.
Teleki studerade i Göttingen, var 1842–48 Siebenbürgens siste guvernör och bodde sedermera i Pest som president i Ungerska akademien, om vars stiftande han inlagt stor förtjänst. Hans främsta arbete är Hunyadiak kora (Hunyadernas tid), ett av Ungerns klassiska historiska verk (12 band, 1852–63). Han främjade vetenskapen även genom rikliga donationer och stiftade Telekipriset, som årligen utdelas av Ungerska akademien till författaren av årets bästa ungerska lustspel. 